# 1922 a filmművészetben

## Események
- május 21. – megjelenik a moszkvai moziban Dziga Vertov első Kino-pravdá-ja, a havi híradó. Az egész Szovjetuniót járják az operatőrök, hogy dokumentálják a szocializmus építését.
- szeptember 17. – Berlinben bemutatják a Gyújtogatót, az első integrált hangcsíkú filmet, három német mérnök triergonnak nevezett találmányát.
- december 3. – Bemutatják a Tenger vámja című filmet New Yorkban. Az első sikerült technicolor eljárású film.
- A magyar filmes emigrációs hullámnak köszönhetően Bécsben 38 filmművész dolgozik, míg budapesti filmgyárak külföldieket szerződtetnek.
- A legtöbb budapesti mozi amerikai tulajdonba kerül. Az I. világháború alatt betiltott amerikai, francia és olasz filmek elöntik a pesti vásznakat.

## Sikerfilmek
1. Oliver Twist – rendező Frank Lloyd
2. More to Be Pitied Than Scorned – rendező Edward LeSaint

## Filmbemutatók
- Blood and Sand – rendező Fred Niblo és főszereplő Rudolph Valentino, Nita Naldi, és Lila Lee
- Beyond the Rocks – rendező Sam Wood és főszereplő Gloria Swanson és Rudolph Valentino
- Dr. Mabuse, a játékos – rendező Fritz Lang
- Foolish Wives (Szeszélyes asszonyok) – rendező és főszereplő Erich von Stroheim
- Miss Lulu Bett – rendező William C. de Mille
- More to Be Pitied Than Scorned
- Nanook, az eszkimó (Nanook of the North) – dokumentumfilm, rendező Robert J. Flaherty
- Nosferatu – rendező [[Friedrich Wilhelm Murnau|F.W. Murnau]] és főszereplő Max Schreck
- Oliver Twist – főszereplő Jackie Coogan
- Saturday Night – főszereplő Leatrice Joy és Conrad Nagel.
- Shadows – rendező Tom Forman, főszereplő Lon Chaney és Marguerite De La Motte
- The Prisoner of Zenda – főszereplő Lewis Stone
- Robin Hood – rendező Allan Dwan és főszereplő Douglas Fairbanks
- When Knighthood Was in Flower – főszereplő Marion Davies
- Polikuska – rendező Alekszandr Akimovics Szanyin
- La femme de nulle part (A hontalan asszony) – rendező Louis Delluc

## Magyar filmek
- Balogh Béla – Beszéljen a papájával, Mozibolond, A kis Cia katonái
- György István – A Gazember, A kis bimbó
- Deésy Alfréd – Székelyvér, Petőfi, Őfensége inkognitóban, Ludas Matyi, Komédiás szívek, Ha megfújják a trombitát
- ismeretlen rendező – A halott szerelme
- Bolváry Géza – Meseország
- Fejős Pál – Szenzáció

## Rövid film sorozatok
- Charlie Chaplin (1914–1923
- Buster Keaton (1917–1941)
- Our Gang (1922–1944)

## Születések
- január 1. – Farkas Antal színész († 2010)
- január 7. – Vincent Gardenia, színész († 1992)
- január 13. – Albert Lamorisse, rendező († 1970)
- január 17. – Betty White, színésznő
- január 19. – Komlós András, színész († 2000)
- január 19. – Guy Madison, színész († 1996)
- január 21. – Paul Scofield, színész
- január 31. – Joanne Dru, színésznő († 1996)
- február 7. – Hattie Jacques, színésznő († 1980)
- február 9. – Kathryn Grayson, énekes, színésznő
- február 11. – Leslie Nielsen, színész
- február 26. – Margaret Leighton, színésznő († 1976)
- március 5. – Pier Paolo Pasolini, rendező († 1975)
- március 18. – Pécsi Sándor színész († 1972)
- március 20. – Carl Reiner, színész, rendező
- március 21. – Russ Meyer, rendező, producer († 2004)
- március 23. – Ugo Tognazzi, színész, rendező († 1990)
- április 5. – Gale Storm, énekes, színésznő
- április 27. – Jack Klugman, színész
- május 10. – Nancy Walker, színésznő († 1992)
- május 27. – Christopher Lee, színész
- május 31. – Denholm Elliott, színész († 1992)
- június 1. – Joan Caulfield, színésznő († 1991)
- június 10. – Judy Garland, énekes, színésznő († 1969)
- június 26. – Eleanor Parker, színésznő
- július 26. – Blake Edwards, rendező
- augusztus 8. – Rory Calhoun, színész († 1999)
- augusztus 8. – Esther Williams, színésznő
- augusztus 20. – Agárdy Gábor színművész († 2006)
- szeptember 1. – Vittorio Gassman, színész, rendező († 2000)
- szeptember 1. – Yvonne De Carlo, színésznő
- szeptember 15. – Jackie Cooper, színész, rendező
- szeptember 27. – Arthur Penn, rendező
- szeptember 29. – Lizabeth Scott, színésznő
- október 31. – Barbara Bel Geddes, színésznő
- november 12. – Kim Hunter, színésznő († 2002)
- november 14. – Veronica Lake, színésznő († 1973)
- december 4. – Gérard Philipe, színész († 1959)
- december 22. – Ruth Roman, színésznő († 1999)
- december 24. – Ava Gardner, színésznő († 1990)

## Halálozások
- február 22. – William Desmond Taylor rendezőt meggyilkolták, de a gyilkosság felderítetlen maradt. Az ügy akkoriban nagy nyilvánosságot kapott.